# Armadillidium marmorivagum
Armadillidium marmorivagum är en kräftdjursart som beskrevs av Karl Wilhelm Verhoeff 1934. Armadillidium marmorivagum ingår i släktet Armadillidium och familjen klotgråsuggor. Inga underarter finns listade i Catalogue of Life.